# Stephen Campanelli
Stephen Campanelli é um cinegrafista e diretor de cinema canadense. Ele é um membro de longa data da equipe de produção cinematográfica de Clint Eastwood.

## Vida pregressa
A mãe de Campanelli, Carmela, emigrou da Itália para o Canadá. Ele atribui seu interesse pelo cinema ao fato de sua mãe ter aparecido furtivamente em filmes durante a Segunda Guerra Mundial. Crescendo em Montreal, ele viveu em Notre-Dame-de-Grace (NDG) e é fluente em inglês, italiano e francês. O herói de infância de Campanelli era Clint Eastwood e ele deu ao seu cão o nome de "Clint".

## Carreira
Campanelli começou a trabalhar com câmeras quando estava no Marianopolis College, em Montreal, no Quebec. Formou-se em Marianópolis em 1978. Campanelli se formou em estudos de cinema pela Universidade Concordia, em Montreal, no Quebec, com bacharelado em Belas Artes em 1983. Durante seu tempo lá, ele ganhou o primeiro lugar em uma competição de filmes estudantis que ocorreu no Anfiteatro do Salão da Concórdia, por From a Whisper to a Scream. From a Whisper to a Scream foi posteriormente exibido no Festival Mundial de Cinema de Montreal de 1984, recebendo elogios. Seu primeiro trabalho no cinema foi em Meatballs III, que foi filmado no subúrbio de Hudson, em Montreal, no Quebec.
Ele trabalhou com Jack Green, um colaborador frequente de Clint Eastwood, que o recomendou a Eastwood. Eastwood cuidou de todos os papéis de imigração para que Campanelli pudesse trabalhar legalmente nos Estados Unidos. Campanelli tornou-se cinegrafista na equipe de produção do filme de Clint Eastwood, começando como operador de câmera em The Bridges of Madison County. Em 2011, foi nomeado "Operador de Câmera do Ano" pela Sociedade de Operadores de Câmera, por seu trabalho em Hereafter. Ele trabalhou na equipe de Clint Eastwood por 20 anos, terminando no meio das filmagens de Sniper Americano, de onde teve que sair no meio das filmagens para fazer sua estreia na direção em Momentum, de 2015, estrelando Olga Kurylenko.
Campanelli dirigiu seu primeiro filme, Momentum, na África do Sul. O filme estreou no Fantasia International Film Festival de 2015, em 22 de julho de 2015, em Montreal, sendo exibido no mesmo Anfiteatro do Salão onde ele havia exibido seu filme de estudante, 30 anos antes.
Seu filme Indian Horse, uma adaptação do romance de Richard Wagamese, estreou no Festival Internacional de Cinema de Toronto de 2017. Em 2019, seu terceiro filme, o thriller noir Grand Isle, foi apresentado no Festival de Cinema da Estrela Solitária e recebeu críticas positivas da Variety, Fort Worth Weekly e outros periódicos. Seu quarto filme, Drinkwater, estreou no Festival Internacional de Cinema de Calgary em 2021. Em 2022, a Sea to Sky Entertainment e a Grinding Halt Films anunciaram que Campanelli estava programado para dirigir uma adaptação cinematográfica do romance de Wagamese de 2009, Ragged Company.

## Prêmios e indicações
O filme Indian Horse, de Campanelli, ganhou o prêmio principal no Festival Internacional de Cinema de Vancouver de 2017. Grand Isle ganhou o prêmio Spotlight no Lone Star Film Festival. Ele foi indicado ao prêmio DGC Discovery Award do Guilda dos Diretores do Canadá em 2017 por Indian Horse.